# 후카와정 (야마구치현)
후카와정(深川町)은 야마구치현 오쓰군에 설치되었던 정이다. 현재의 나가토시에 해당한다.